# Stenocercus praeornatus
Stenocercus praeornatus är en ödleart som beskrevs av  Thomas H. Fritts 1972. Stenocercus praeornatus ingår i släktet Stenocercus och familjen Tropiduridae. IUCN kategoriserar arten globalt som otillräckligt studerad. Inga underarter finns listade i Catalogue of Life.